# Городище (Бежаницкий район)
Городище — деревня в Бежаницком районе Псковской области России. Входит в состав сельского поселения Чихачёвское.

## География
Деревня находится на востоке центральной части Псковской области, в пределах Бежаницкой возвышенности, на левом берегу реки Деревки, на расстоянии примерно 26 километров (по прямой) к северу от посёлка городского типа Бежаницы, административного центра района.

### Климат
Климат характеризуется как переходный между типично морским и континентальным с повышенной влажностью.

### Часовой пояс
Деревня Городище, как и вся Псковская область, находится в часовой зоне МСК (московское время). Смещение применяемого времени относительно UTC составляет +3:00.

## История
До 2015 года населённый пункт входил в состав ныне упразднённой Чихачёвской волости.

## Население
| 2001 | 2002 | 2010 |
| ---- | ---- | ---- |
| 9    | ↘7   | ↘5   |

Согласно результатам переписи 2002 года, в национальной структуре населения русские составляли 100 %.